# Limésy
 Limésy  es una población y comuna francesa, en la región de Alta Normandía, departamento de Sena Marítimo, en el distrito de Rouen y cantón de Pavilly.

## Demografía
| 1128 | 1043 | 1093 | 1221 | 1199 | 1306 |
| Para los censos de 1962 a 1999 la población legal corresponde a la población sin duplicidades (Fuente: INSEE [Consultar]) |      |      |      |      |      |